# Frederikssund
Frederikssund anhörenⓘ (deutsch veraltet Friedrichssund) ist eine dänische Stadt sowie Verwaltungssitz der Kommune Frederikssund. Sie liegt am Roskilde-Fjord im mittleren Westen der Halbinsel Nordsjælland auf der Insel Seeland und gehört zum Kirchspiel (dän. Sogn)  Frederikssund Sogn in der Region Hovedstaden. Die Entfernung zum südöstlich gelegenen Kopenhagen beträgt etwa 40 Kilometer.
Der Ort wurde um 1652 gegründet und nach dem damaligen König Friedrich III. (dänisch Frederik) benannt. Um 1810 erhielt Frederikssund das Stadtrecht.

## Sehenswürdigkeiten
Sehenswert ist das J.F.–Willumsen–Museum mit den Werken des Malers und Bildhauers Jens Ferdinand Willumsen.
Alljährlich findet in der Wikingersiedlung ein großes Spektakel statt.

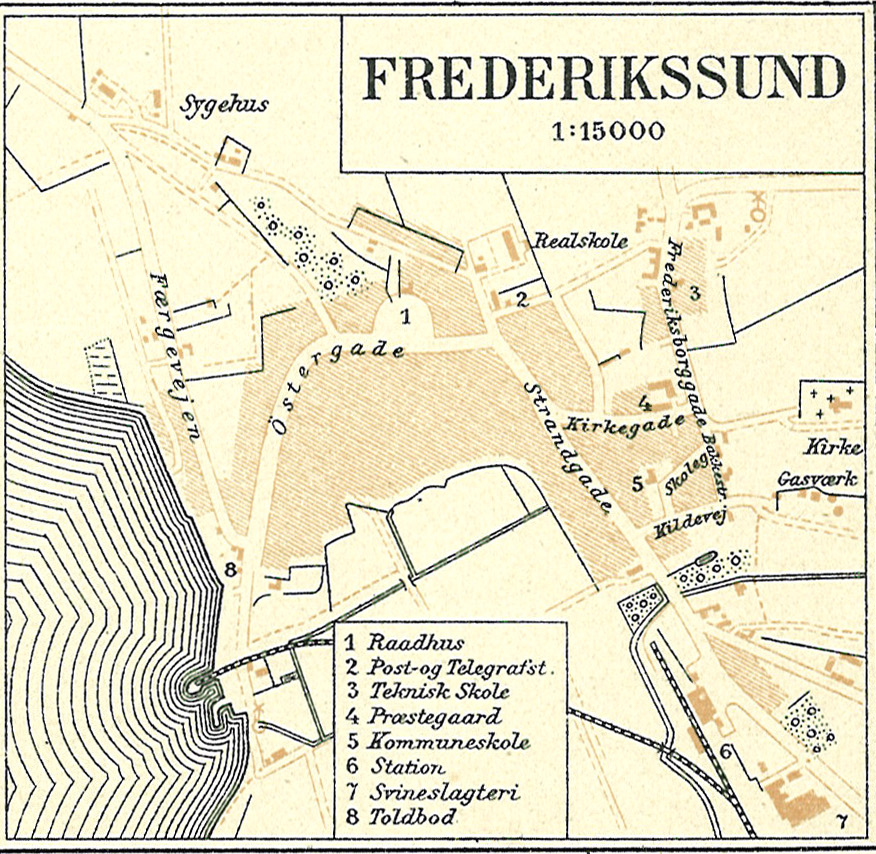
Stadtplan von Frederikssund um 1900
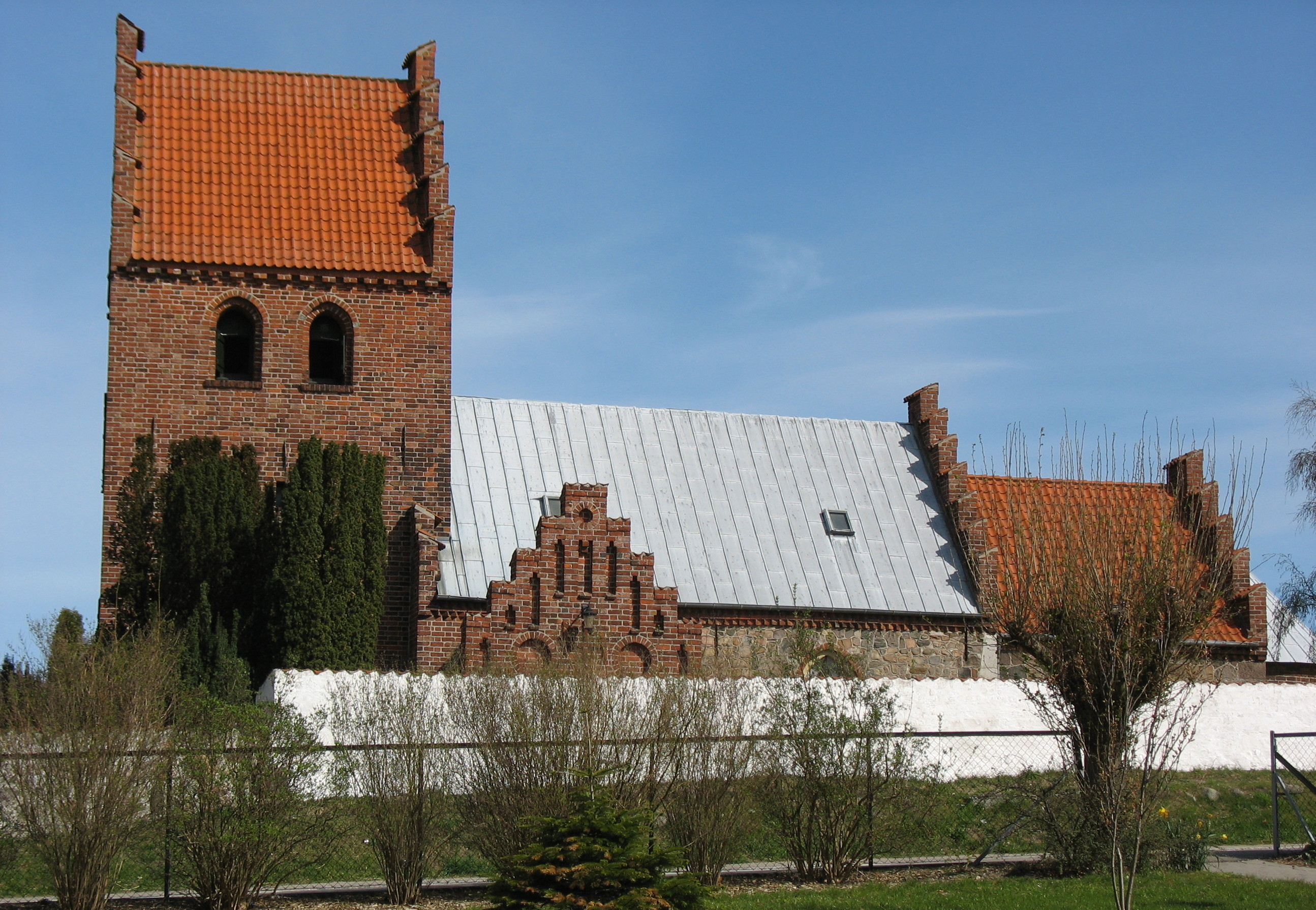
Frederikssund Kirke
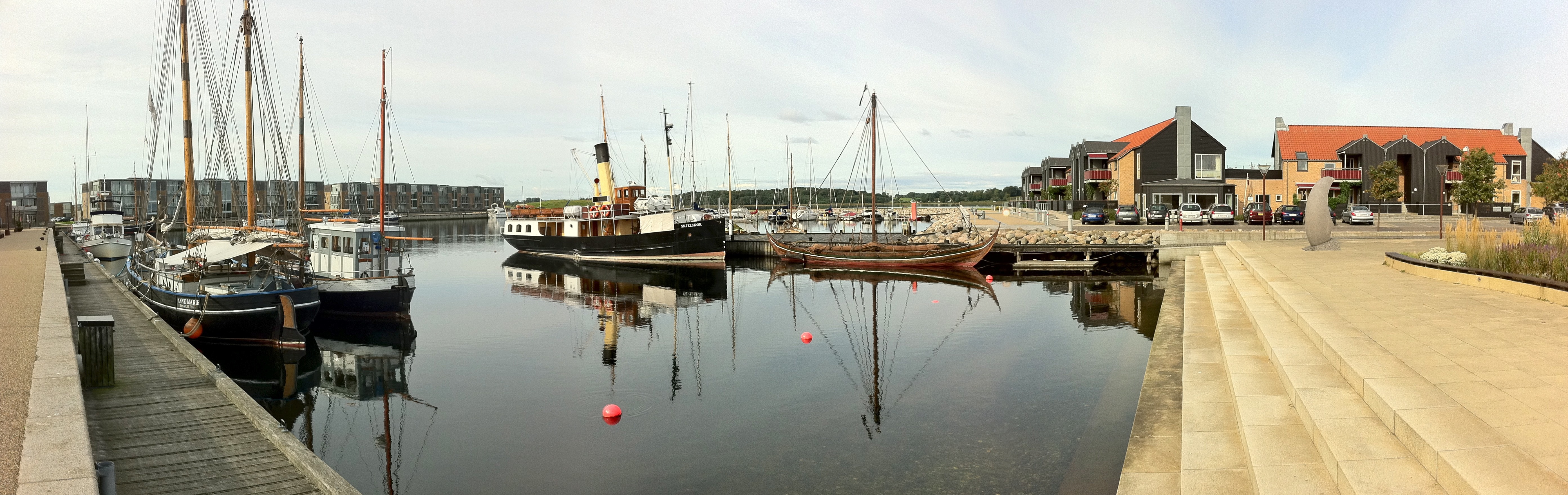
Dampfer „Skjelskør“ und Wikingerschiff „Sif-Ege“ im Hafen von Frederikssund
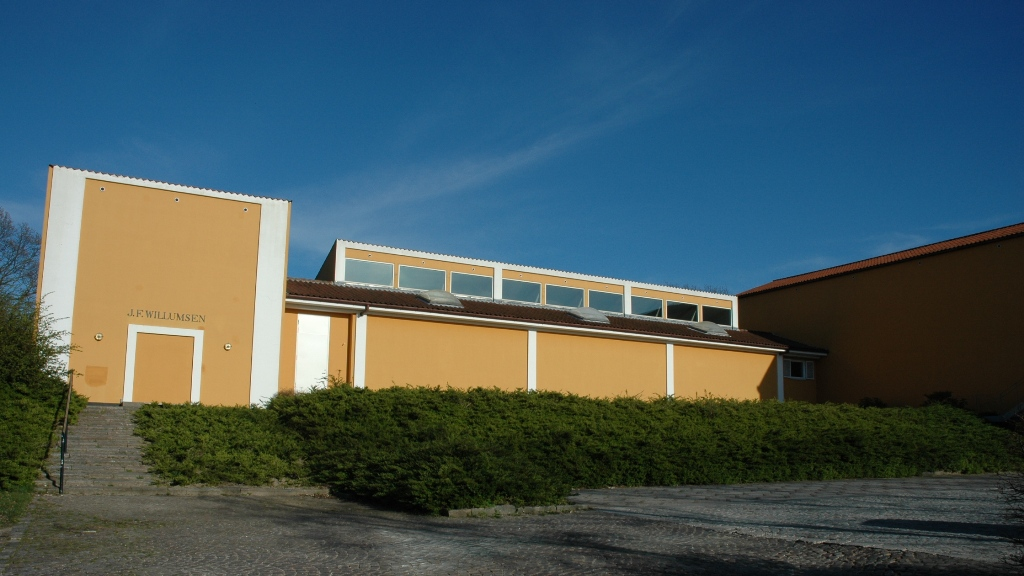
J.F. Willumsens Museum

## Verkehr
Über den Roskilde-Fjord verläuft die zweispurige Klappbrücke Kronprins Frederiks Bro von 1935, die Frederikssund mit der Halbinsel Hornsherred verbindet. Wegen ihrer hohen Auslastung wurde als Teil einer südlichen Umgehungsstraße eine feste Verbindung über den Fjord, die Kronprinsesse Mary Bro, gebaut.
In Frederikssund befindet sich die nordwestliche Endstation der Linie C der S-Bahn Kopenhagen.

## Söhne und Töchter
- Marius Hansen (1890–1980), Turner
- Jens Galschiøt (* 1954), Künstler (Skulptur, Installation)
- Mathias Boe (* 1980), Badmintonspieler
- Morten Messerschmidt (* 1980), Politiker, Mitglied des Europäischen Parlaments